# Cocal do Sul
Cocal do Sul is een gemeente in de Braziliaanse deelstaat Santa Catarina. De gemeente telt 15.229 inwoners (schatting 2009).

## Aangrenzende gemeenten
De gemeente grenst aan Criciúma, Morro da Fumaça, Pedras Grandes, Siderópolis en Urussanga.